# Cheiloneurus basiri
Cheiloneurus basiri är en stekelart som beskrevs av Hayat, Alam och Agarwal 1975. Cheiloneurus basiri ingår i släktet Cheiloneurus och familjen sköldlussteklar. Inga underarter finns listade i Catalogue of Life.